# Juan Arza
Juan Arza Íñigo, deportivamente conocido como Arza (Estella, Navarra; 18 de junio de 1923-Sevilla, Andalucía; 17 de julio de 2011) fue un futbolista y entrenador español y jugador histórico del Sevilla Fútbol Club.

## Trayectoria
Dio sus primeros pasos como futbolista siendo niño, junto a sus amigos, en un equipo denominado La Bomba. Posteriormente, en 1938, comienza a jugar en otro equipo denominado Acción Católica. Una vez finalizada la Guerra Civil, comienza su carrera profesional jugando en el Club Deportivo Izarra, equipo de su localidad natal. Tras pasar por el Deportivo Alavés y el Club Deportivo Málaga, en 1943 fichó por el Sevilla Fútbol Club, donde desarrolló la mayor parte de su carrera profesional y donde logró sus mejores registros deportivos.
El coste de su fichaje, fue de 90 000 pesetas, dos partidos amistosos y las cesiones de tres jugadores, siendo la contratación más cara hasta entonces para la entidad. El montante del traspaso y su extraordinaria calidad motivaron el apodo de El niño de oro, ocurrencia de su entrenador Patrick O'Connell.
Llegó al Sevilla con 20 años recién cumplidos, con 1,69 metros de altura y 60 kilos de peso, destacando por su rapidez y su regate con ambas piernas, pero también por su habilidad goleadora. En su debut liguero, ante el CE Sabadell, anota tres tantos. Dicho debut tuvo lugar el día 26 de septiembre de 1943, en la primera jornada del campeonato liguero.
Vivió una de las épocas doradas del club hispalense, con el que ganó una Liga (1945/46) y un Campeonato de España (1947/48), quedando también subcampeón en ambos torneos, en dos ocasiones en Liga (1950-51 y 1956-57) y en una en Copa (1954-55). 
En la Liga conquistada en la temporada 1945-46, solo faltó a un encuentro, anotando un total de 14 dianas. 
En febrero de 1947 visita Sevilla el San Lorenzo de Almagro, campeón argentino, que en su gira había derrotado a las selecciones de España y Portugal. En el enfrentamiento ante el Sevilla FC, Arza marca 3 goles, finalizando el encuentro con empate a 5 tantos.
En el título de Copa conquistado en 1948 ante el Real Club Celta de Vigo, anotó un gol, con resultado final de 4 a 1 para el Sevilla FC. Este título le dio derecho a disputar con su equipo la Copa Eva Duarte —precedente de la Supercopa de España—, en la que el Fútbol Club Barcelona se impuso por 1 a 0 a los andaluces.
Las ofertas del Real Madrid Club de Fútbol y el Fútbol Club Barcelona fueron constantes en su carrera, además de otros equipos que entraron en la puja como San Lorenzo de Almagro y Club Atlético River Plate, pero su entonces presidente, Ramón Sánchez Pizjuán, declaraba constantemente que Arza era intransferible.
En 1951 consigue un subcampeonato liguero con sabor amargo, tras ser presuntamente perjudicado en la última jornada ante el Club Atlético de Madrid. Un gol anulado a los sevillistas por el árbitro del decisivo encuentro, Ramón Azón, que enfrentaba a ambos equipos, dio el campeonato a los madrileños en lugar de a los sevillanos, que necesitaban derrotarles en esa última jornada en Nervión.
En 1952 el Club Deportivos Los Millonarios de Bogotá visitó España para la celebración de las Bodas de Oro del Real Madrid, consiguió llevarse el trofeo puesto en juego en Chamartín y viajó a Sevilla con la aureola de ser el mejor equipo del mundo. No obstante, empata a un gol en Nevión, con goles de Arza para el Sevilla FC y de Di Stéfano para el equipo colombiano. Pocas semanas después les rindió visita el Manchester City Football Club, el cual fue derrotado por 5 a 1.
Entre 1953 y 1957 el estellés fue entrenado por Helenio Herrera, que le otorgó galones de absoluta estrella, dándole total libertad de movimientos, pero permaneciendo siempre en la mitad de campo rival. En estos años, el Sevilla FC consigue un nuevo subcampeonato de liga (1957), una final de Copa (1955) y se llega hasta una semifinal de dicho torneo (1954).
En 1954 tiene el honor de anotar el gol número 1000 del Sevilla FC en Primera División (jornada 13, 5 de diciembre). Juan Arza terminaría inscribiendo su nombre como máximo goleador en Primera División del Sevilla FC en su historia, con 182 tantos en 16 temporadas y siendo el jugador con más minutos disputados en Liga, (31.384) en 349 partidos y el goleador más longevo con 35 años y 165 días.
A pesar de no ser un delantero nato, su puesto era el de interior con clara proyección ofensiva, en la temporada 1954-55 fue Pichichi marcando 29 goles en 29 partidos, siendo el único jugador que dejaría sin este trofeo a Di Stéfano en seis años. Aquella temporada no se cuantificó un gol más de Arza para el Trofeo Pichichi, anotado ante el Deportivo Alavés en Mendizorroza.
En 1955 se celebran las Bodas de Oro de la fundación del Sevilla FC Entre el 6 y el 8 de diciembre se disputa un trofeo conmemorativo ante los campeones de Suecia y Francia, el IFK Norrköping y el Stade de Reims, el Sevilla vence 2 a 1 a los suecos y, en la final, 5 a 1 a los franceses de Raymond Kopa. Ramón Sánchez Pizjuán entregó el trofeo a Juan Arza.
Entre 1955 y 1957 gana con su equipo las tres primeras ediciones del prestigioso Trofeo Carranza, de Cádiz. El jugador navarro también había ganado la primera edición del Teresa Herrera en 1946 y la edición del año 1954.
En el verano de 1957 el Sevilla es invitado a disputar la pequeña Copa del Mundo o también llamada Mundialito de clubes, que se realizaba cada año en Caracas (Venezuela), quedando terceros tras el FC Barcelona y el Botafogo.
Juan Arza fue capitán en la primera participación en Copa de Europa del Sevilla FC temporada 1957-58, eliminando a los campeones de Portugal y Dinamarca, Benfica y Aarhus GF respectivamente, siendo eliminado en los cuartos de final ante el que sería campeón, el Real Madrid.
También fue capitán en la inauguración del estadio Ramón Sánchez Pizjuán, ante el Real Jaén con empate a 3, el 7 de septiembre de 1958.
Arza, que ya tenía prevista su retirada, disputa una última temporada, 1959-60 con el Club Atlético Almería, acudiendo a la petición de su amigo y entrenador del equipo almeriense Diego Villalonga.
Tras colgar las botas fue homenajeado en un partido amistoso entre los veteranos del Sevilla FC y del FC Barcelona de su amigo Ladislao Kubala, presenciándolo más de 30 000 espectadores.
Pasada su etapa como futbolista, entrenó al Celta de Vigo, Cádiz CF, Deportivo de la Coruña y al Sevilla FC, este último en diferentes etapas, acudiendo al equipo blanquirrojo cuando atravesaba dificultades en la clasificación liguera. Como entrenador del Sevilla FC, su mayor logro fue un ascenso a Primera División, conseguido en la temporada 1968/69. También ocupó el puesto de delegado del Sevilla FC, en las décadas de los 80 y 90.
El 23 de junio de 2009 se le concedió el primer Dorsal de Leyenda que otorgaba el Sevilla FC, quedando homenajeado así su número 8. Se trata de la más alta distinción que otorga el club de Nervión a sus exjugadores.
En el Museo del Sevilla FC se exhiben diferentes elementos relacionados con su trayectoria como futbolista, como el Trofeo Pichichi conquistado en 1955.
Juan Arza falleció en Sevilla el 17 de julio de 2011.

## Trayectoria como jugador

### Clubes
| Club                  | País   | Año       |
| --------------------- | ------ | --------- |
| Real Madrid CF        | España | 1940-1942 |
| CD Málaga             | España | 1942-1943 |
| Sevilla FC            | España | 1943-1959 |
| Club Atlético Almería | España | 1959-1960 |

### Selección nacional
Jugó dos partidos con la selección española. Su debut internacional se produjo el 2 de marzo de 1947 en un partido contra Irlanda, su segunda internacionalidad fue el 8 de junio de 1952 ante Turquía.
Otros dos partidos jugados con la selección española por Juan Arza no son reconocidos como internacionalidades por la RFEF, por ser enfrentamientos contra un club y no ante otra selección nacional, mencionar que en ellos anotó un gol.
Jugó también un partido con la llamada España B, segundo combinado nacional, venciendo a Francia 0 a 2, en Bayona el 30 de mayo de 1954.
Su no continuidad en la Selección creó gran polémica periodística, con el cénit de su ausencia en el Mundial de Brasil de 1950.

### Primera División
| 1941/42 | D. Alavés     | España | Segunda División | 16  | 6   |  |       |  |  |     |     |
| 1942/43 | C.D. Málaga   | España | Segunda División | 25  | 13  |  |       |  |  |     |     |
| 1942/59 | Sevilla F. C. | España | Primera División | 349 | 182 |  |       |  |  |     |     |
| 1959/60 | C.A. Almería  | España | Segunda División | 19  | 2   |  | Total |  |  | 409 | 203 |

| 1941/42 | D. Alavés     | España | Segunda División | 16 | 6  |  |       |  |  |     |     |
| 1942/43 | C.D. Málaga   | España | Segunda División | 25 | 13 |  |       |  |  |     |     |
| 1943/44 | Sevilla F. C. | España | Primera División | 25 | 17 |  |       |  |  |     |     |
| 1944/45 | Sevilla F. C. | España | Primera División | 25 | 13 |  |       |  |  |     |     |
| 1945/46 | Sevilla F. C. | España | Primera División | 25 | 14 |  |       |  |  |     |     |
| 1946/47 | Sevilla F. C. | España | Primera División | 22 | 13 |  |       |  |  |     |     |
| 1947/48 | Sevilla F. C. | España | Primera División | 23 | 8  |  |       |  |  |     |     |
| 1948/49 | Sevilla F. C. | España | Primera División | 14 | 5  |  |       |  |  |     |     |
| 1949/50 | Sevilla F. C. | España | Primera División | 21 | 6  |  |       |  |  |     |     |
| 1950/51 | Sevilla F. C. | España | Primera División | 14 | 6  |  |       |  |  |     |     |
| 1951/52 | Sevilla F. C. | España | Primera División | 28 | 12 |  |       |  |  |     |     |
| 1952/53 | Sevilla F. C. | España | Primera División | 22 | 16 |  |       |  |  |     |     |
| 1953/54 | Sevilla F. C. | España | Primera División | 19 | 9  |  |       |  |  |     |     |
| 1954/55 | Sevilla F. C. | España | Primera División | 29 | 29 |  |       |  |  |     |     |
| 1955/56 | Sevilla F. C. | España | Primera División | 23 | 14 |  |       |  |  |     |     |
| 1956/57 | Sevilla F. C. | España | Primera División | 30 | 10 |  |       |  |  |     |     |
| 1957/58 | Sevilla F. C. | España | Primera División | 22 | 8  |  |       |  |  |     |     |
| 1958/59 | Sevilla F. C. | España | Primera División | 7  | 2  |  |       |  |  |     |     |
| 1959/60 | C.A. Almería  | España | Segunda División | 19 | 2  |  | Total |  |  | 409 | 203 |

## Resumen estadístico
|                    | Partidos | Goles | Promedio |
| ------------------ | -------- | ----- | -------- |
| Primera División   | 349      | 182   | 0.52     |
| Segunda División   | 60       | 21    | 0.35     |
| Copa de España     | 63       | 26    | 0.41     |
| Copa de Europa     | 5        | 0     | 0        |
| Selección Española | 2        | 0     | 0        |
| Total              | 479      | 229   | 0.48     |

## Trayectoria como entrenador
| Club                       | País   | Año                         |
| -------------------------- | ------ | --------------------------- |
| Bollullos CF               | España | 1960-1961                   |
| Selección juvenil andaluza | España | 1962-1964                   |
| Linense                    | España | 1964-1965                   |
| Sevilla FC                 | España | 1966-1969 y 1972-1973       |
| Celta de Vigo              | España | 1970-1972, 1973-1974 y 1980 |
| Cádiz CF                   | España | 1975-1976                   |
| Deportivo de la Coruña     | España | 1977-1978                   |

## Títulos
- Liga española (Primera División): 1945-46.
- Copa de España (Copa de España): 1947-48.
- Máximo goleador de la Liga española (Trofeo Pichichi): 1954-55.